# Железнодорожный переезд

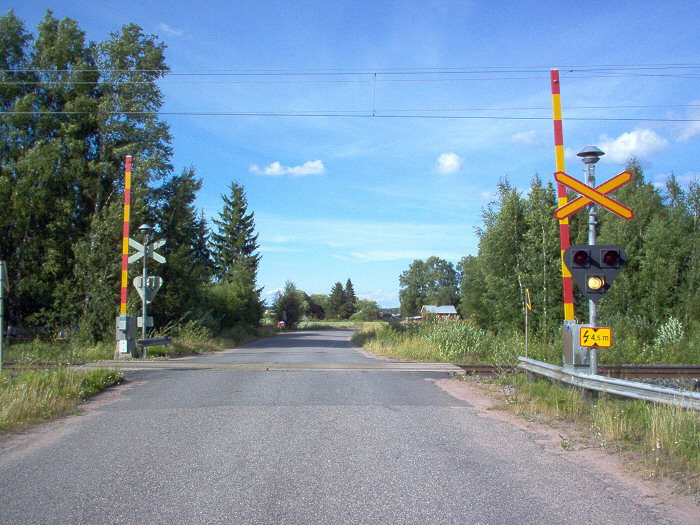
Железнодорожный переезд близ Кокемяки (Финляндия) с открытыми шлагбаумами и временными дорожными знаками.

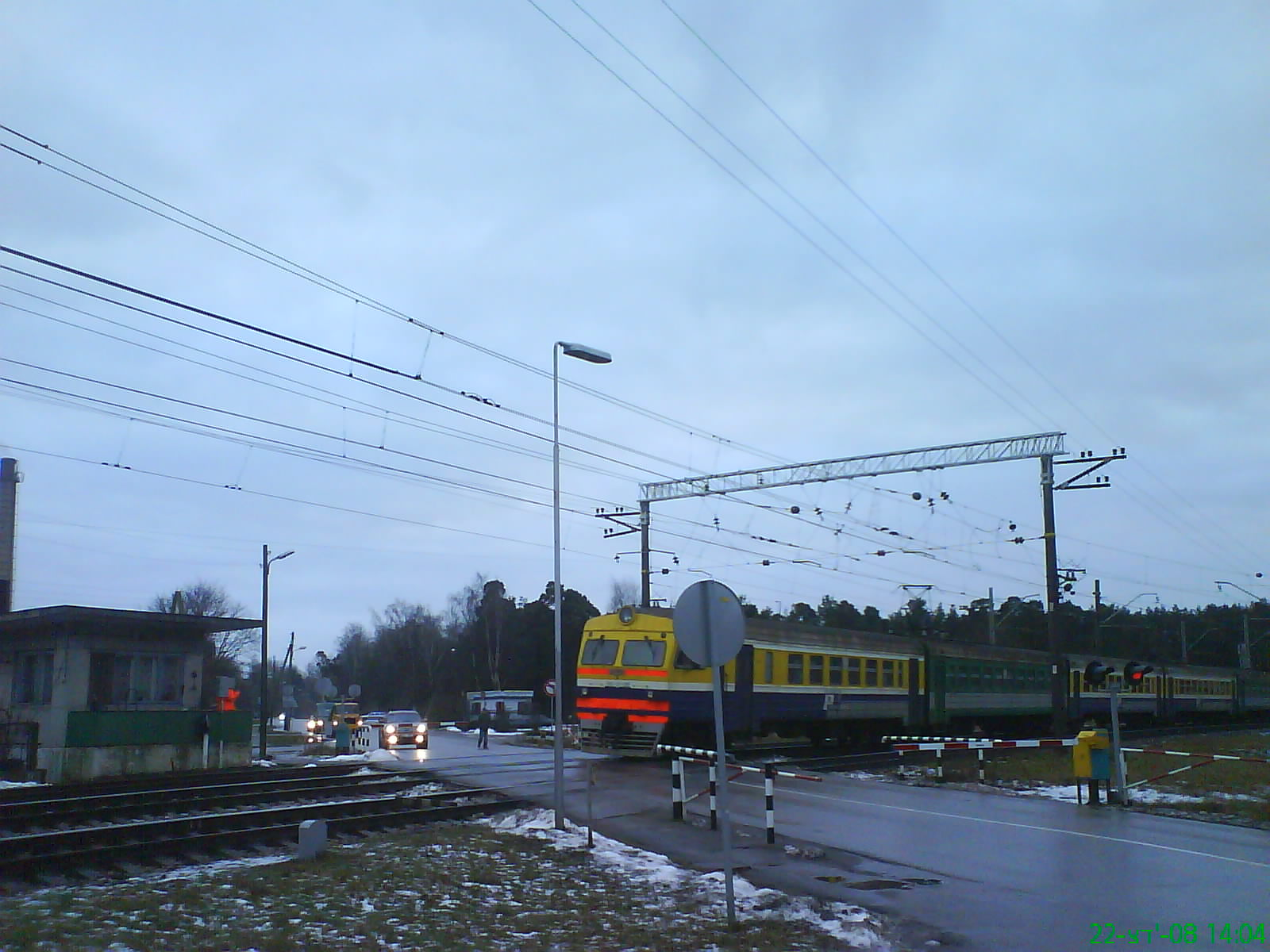
Железнодорожный переезд Дубулты в Юрмале, Латвия, с движущимся поездом.

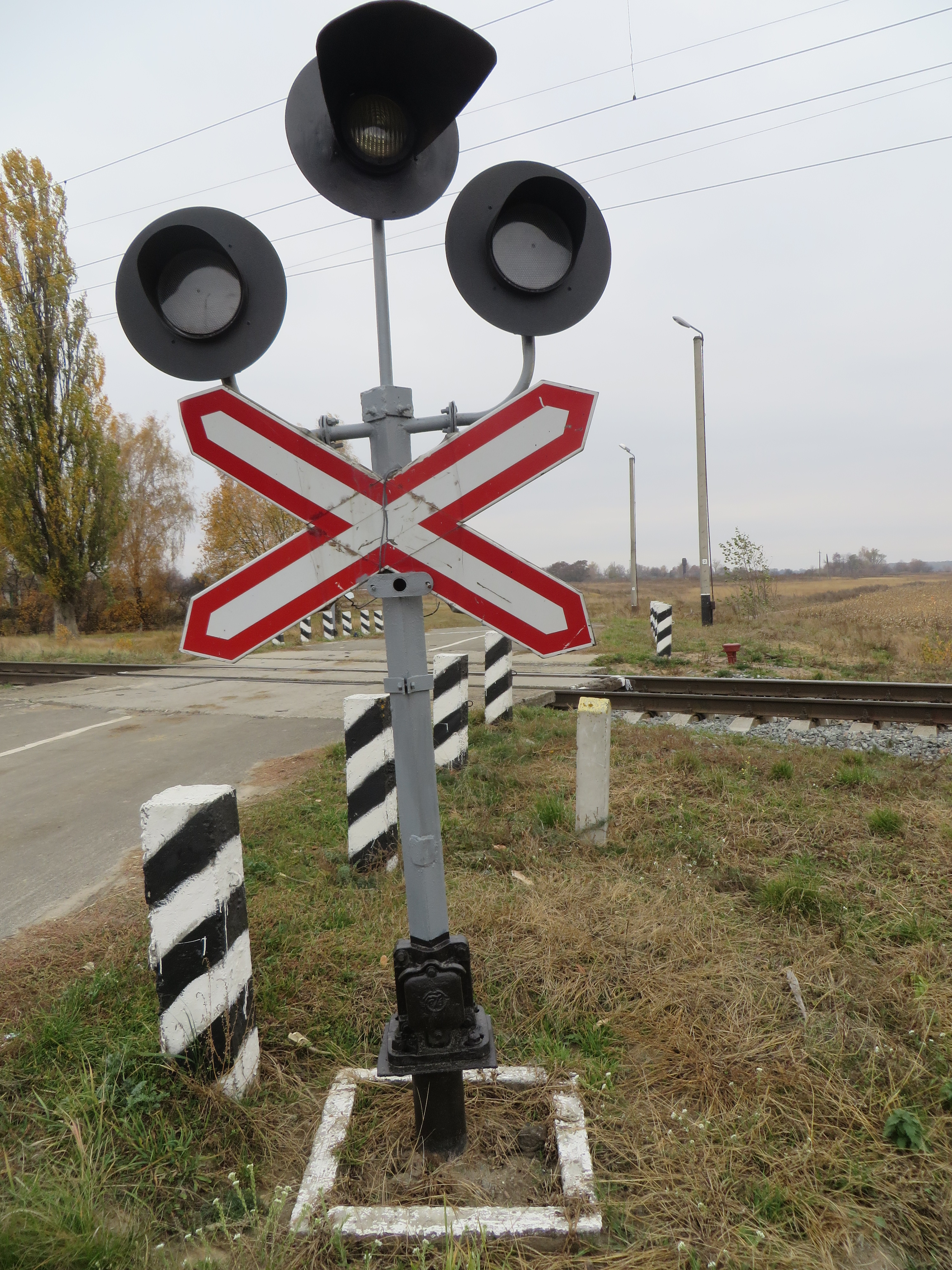
Светофор с бело-лунным мигающем сигналом и знак 1.3.1 однопутная железная дорога на железнодорожном переезде

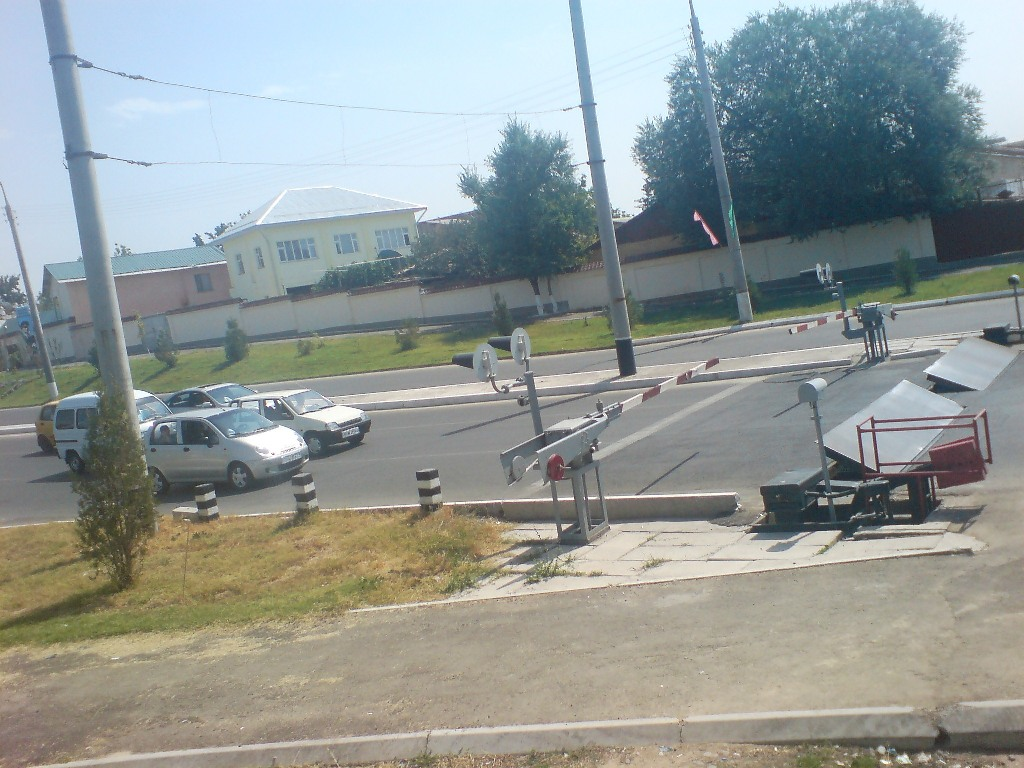
Переезд, оборудованный шлагбаумом и устройствами заграждения переезда

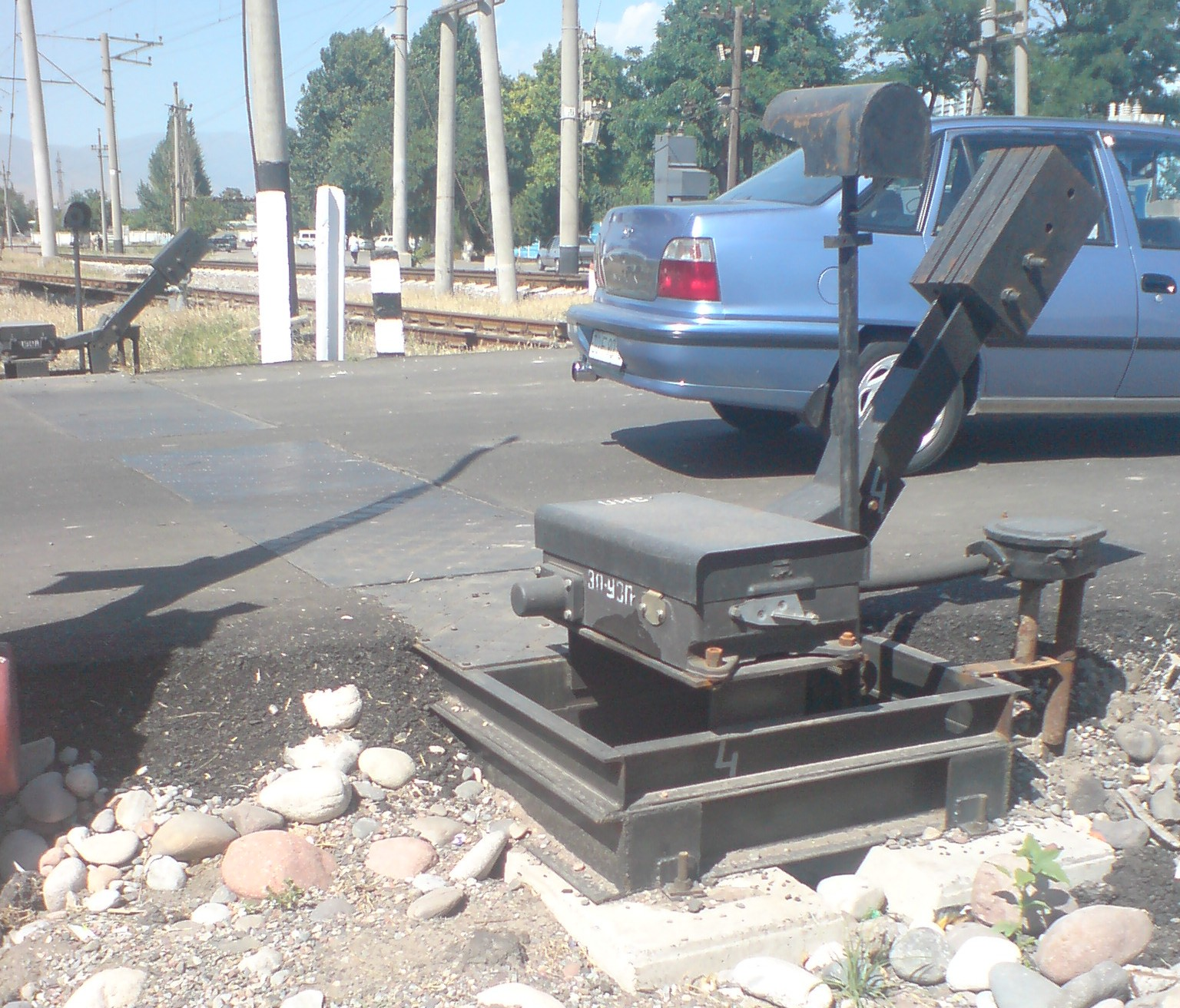
Устройство заграждения переезда в открытом положении УЗП-3., справа автомобиль который едет.

Железнодорожный переезд — место одноуровневого пересечения железнодорожных путей и автомобильной дороги, либо велосипедной или пешеходной дорожки.
Железнодорожный переезд — объект повышенной опасности, поэтому для предотвращения несчастных случаев переезды оборудуются светофорами, шлагбаумами и звуковыми сигналами, а также устройствами заграждения переезда — металлическими плитами, которые поднимаются, перекрывая проезд (за исключением переездов на малоактивных участках железных дорог, которые обозначаются только дорожным знаком).
Железнодорожные переезды оборудуются в местах с хорошей видимостью. Угол пересечения автомобильной дороги и железнодорожных путей должен составлять не менее 60°.
В некоторых странах пересечение автодороги с выделенной трамвайной линией оборудуется точно так же, как и железнодорожный переезд.

## Безопасность на переездах
В Российской Федерации правилами дорожного движения запрещено выезжать на железнодорожный переезд в следующих случаях (раздел 15 правил):
- при закрытом или начинающем закрываться шлагбауме (независимо от сигнала светофора);
- при запрещающем сигнале светофора (независимо от положения и наличия шлагбаума);
- при запрещающем сигнале дежурного по переезду (дежурный обращён к водителю грудью или спиной с поднятым над головой жезлом, красным фонарём или флажком, либо с вытянутыми в сторону руками);
- если за переездом образовался затор, который вынудит водителя остановиться на переезде;
- если к переезду в пределах видимости приближается поезд (локомотив, дрезина).

Сходные правила действуют практически во всех странах мира, где есть железные дороги.
В случае, если автомобиль остановился на переезде, и водитель не может вытолкнуть его оттуда (например, с помощью стартёра), то ПДД требуют от водителя следующих действий:

15.5. При вынужденной остановке на переезде водитель должен немедленно высадить людей и принять меры для освобождения переезда. Одновременно водитель должен:
- при имеющейся возможности послать двух человек вдоль путей в обе стороны от переезда на 1000 м (если одного, то в сторону худшей видимости пути), объяснив им правила подачи сигнала остановки машинисту приближающегося поезда;
- оставаться возле транспортного средства и подавать сигналы общей тревоги;
- при появлении поезда бежать ему навстречу, подавая сигнал остановки.

Примечание. Сигналом остановки служит круговое движение руки (днём с лоскутом яркой материи или каким-либо хорошо видимым предметом, ночью — с факелом или фонарём). Сигналом общей тревоги служат серии из одного длинного и трёх коротких звуковых сигналов.

Правила пересечения переездов соблюдаются далеко не всегда, что приводит к гибели людей. Чтобы полностью исключить возможность смерти людей на переездах, в Западной Европе (по крайней мере, в Бельгии и Нидерландах) проводится программа по сокращению числа переездов и замене их неодноуровневыми пересечениями (при помощи путепроводов и тоннелей) в соотношении 4:1, то есть четыре переезда заменяются одним неодноуровневым пересечением.
В Нидерландах строительство новых переездов строго запрещено.
В России в некоторых городах имеются трамвайные и троллейбусные маршруты, проходящие через переезды (однако это возможно на неэлектрифицированных железных дорогах); в Ростове-на-Дону до конца 1980-х имелось пересечение трамвайной линии с электрифицированной железнодорожной веткой (позднее оно было заменено путепроводом).

## Оборудование переездов

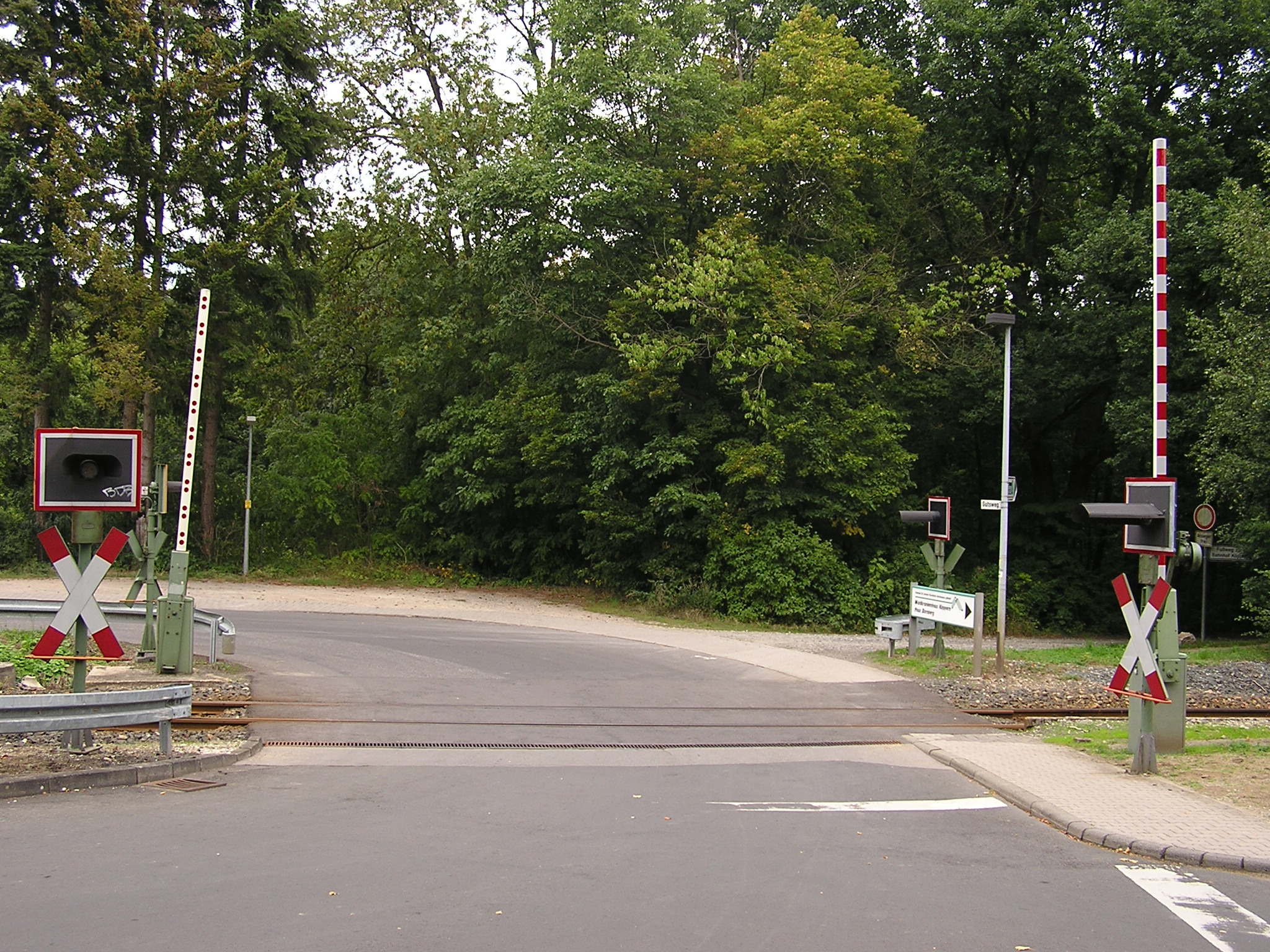
Железнодорожный переезд со шлагбаумом, Германия с открытыми шлагбаумами, и знаком однопутная железная дорога.

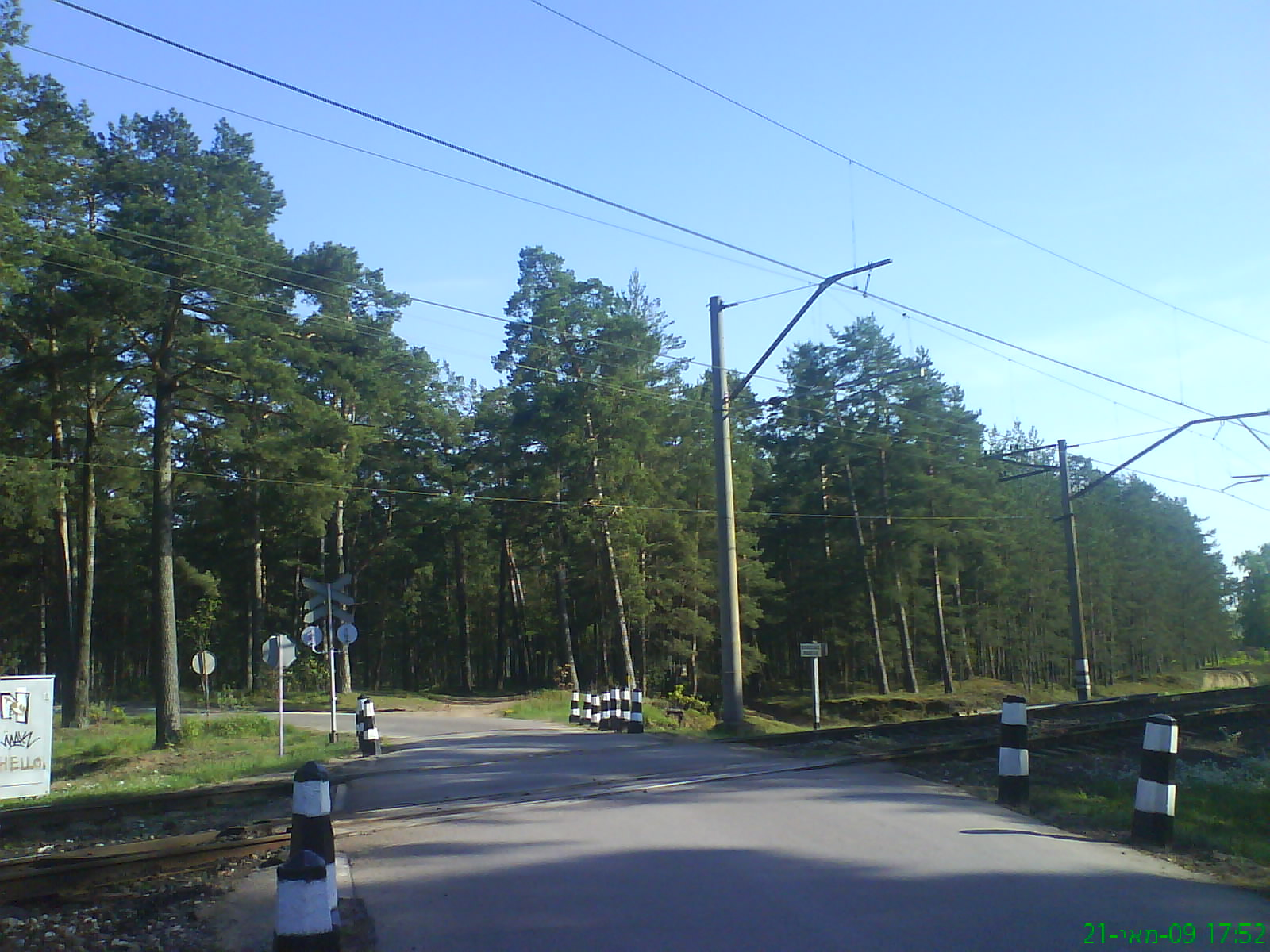
Железнодорожный переезд без шлагбаума, Латвия в городе Город гауе.

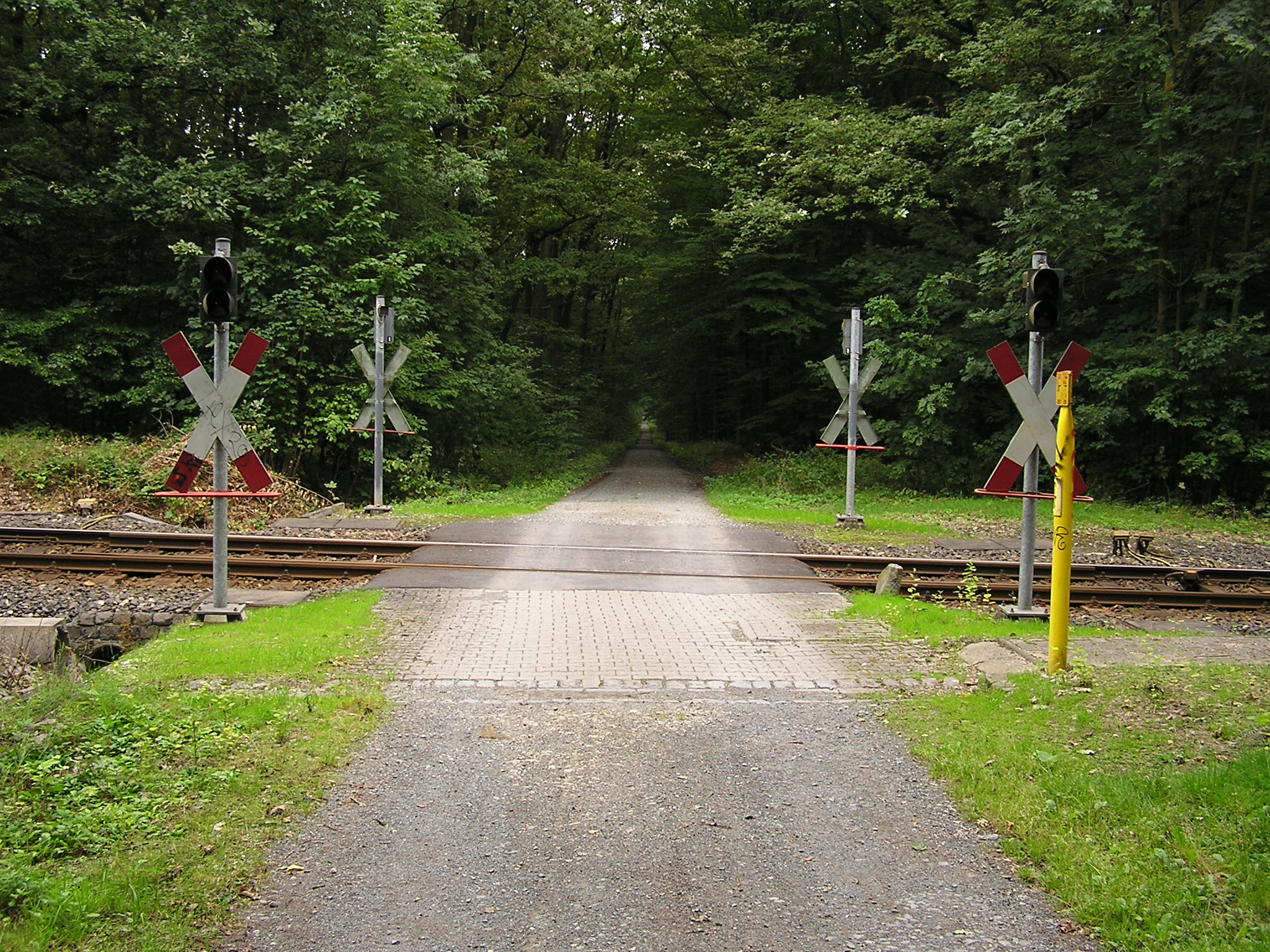
Железнодорожный переезд без шлагбаума, Германия со знаком однопутная железная дорога.

На первых переездах роль оборудования играл сигнальщик. При приближении поезда он при помощи флага или фонаря (в тёмное время суток) подавал участникам дорожного движения сигнал остановиться. Позднее стали использоваться приводящиеся в действие вручную или электрически специальные ворота или барьеры. В то время, когда по дорогам часто перегонялось большое количество скота, был необходим именно физический барьер. В США первый патент на ворота для железнодорожного переезда был выдан 27 августа 1867 года на имя J. Nason и J. F. Wilson из Бостона.
В конце XIX — начале XX века стали быстро распространяться автомобили. В то же время перегон скота по дорогам стал довольно редким явлением. В таких условиях необходимости в воротах и барьерах уже не было, поэтому их стали заменять шлагбаумами или просто световыми сигналами, полагаясь на сознательность водителей.
Первоначально шлагбаумы приводились в движение вручную — их открывал и закрывал дежурный по переезду. Такие шлагбаумы перекрывали всю ширину дороги. Позднее ручные шлагбаумы стали заменять автоматическими. Во многих странах автоматические шлагбаумы имеют ширину в полдороги, чтобы автомобиль не мог оказаться запертым на переезде между двумя шлагбаумами (ведь дежурного, который мог бы открыть шлагбаум в случае необходимости, на автоматических переездах уже нет).
Перед любым переездом на определённом расстоянии устанавливаются дорожные знаки «Железнодорожный переезд со шлагбаумом» (белый треугольник с красным кантом и силуэтом забора) или «Железнодорожный переезд без шлагбаума» (белый треугольник с красным кантом и силуэтом паровоза). Непосредственно перед переездом устанавливается знак в форме андреевского креста. Только на самых малодеятельных железных дорогах оборудование переездов ограничивается дорожными знаками. На большинстве переездов устанавливается также светофор специальной конструкции и действующий синхронно с ним звуковой сигнал. На переездах с оживлённым движением в дополнение к светофору устанавливаются шлагбаумы. Встречаются переезды, оснащённые тревожной инфразвуковой акустикой.

## Железнодорожные переезды в разных странах

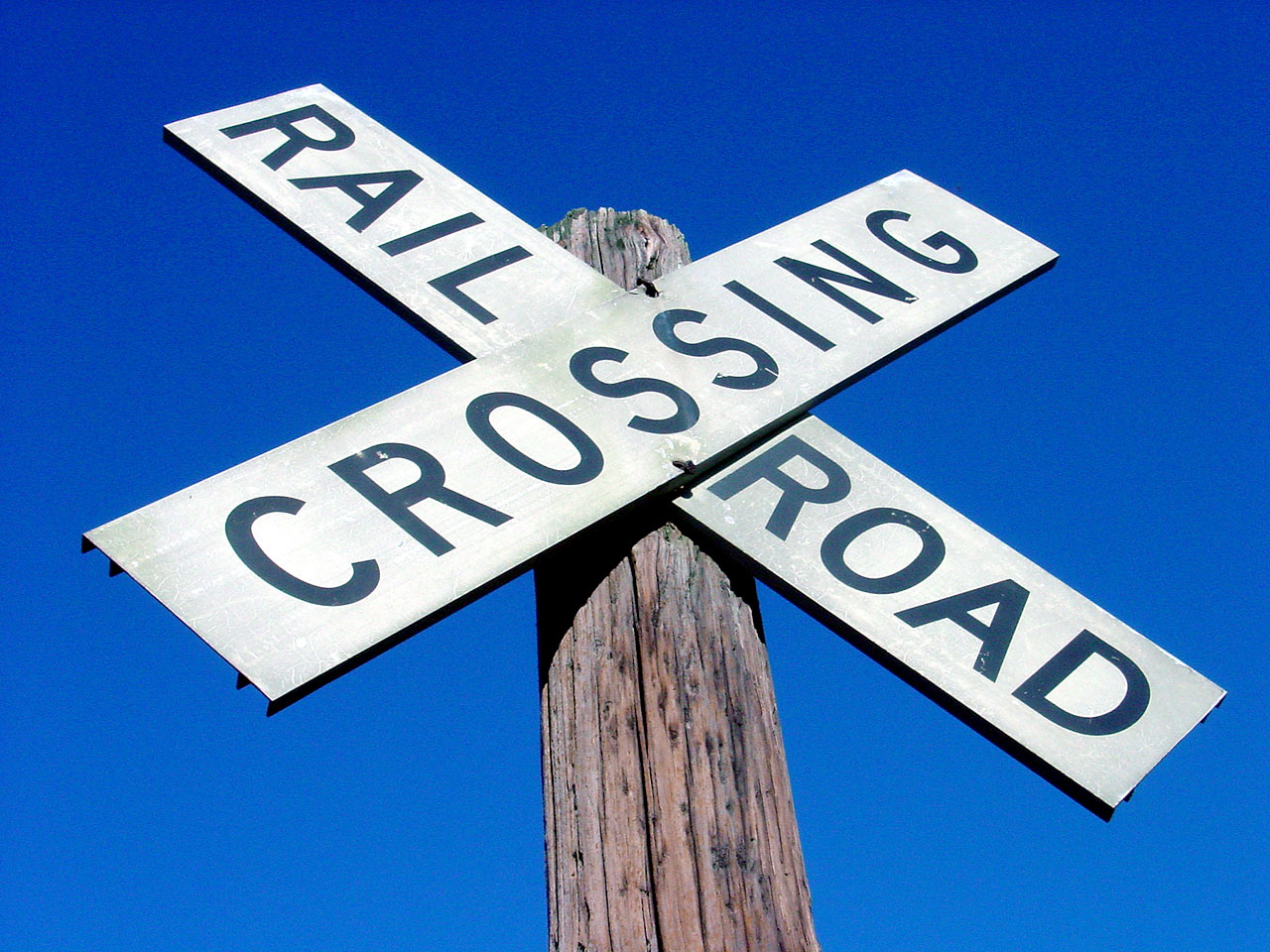
Знак железнодорожного переезда

### Бельгия
Бельгия обладает очень густой сетью железных и автомобильных дорог. Естественным следствием этого факта является наличие большого количества железнодорожных переездов. По состоянию на март 2005 года в стране было 1802 публичных переезда (то есть переезда на пересечении железных дорог с автодорогами общего пользования), а также некоторое количество частных переездов. В соответствии с принятым в 1977 году законом, железнодорожные переезды в Бельгии делятся на пять категорий (данные по количеству переездов — по состоянию на март 2005):
- Первая категория. Переезды имеют шлагбаумы, перекрывающие всю ширину проезжей части (два шлагбаума во всю ширину дороги или четыре шлагбаума в полширины дороги) и светофоры. Во время опускания шлагбаума работает звуковой сигнал. В то время, когда переезд открыт для автомобилей, мигает лунно-белый фонарь светофора. Так как существует опасность «запирания» автомобиля шлагбаумами на переезде, такие переезды либо оборудованы устройствами автоматической детекции, либо находятся под наблюдением дежурного по переезду. Во всей Бельгии имеется всего 17 переездов первой категории.
- Вторая категория. Переезды оборудованы двумя шлагбаумами в полширины дороги и светофорами. Во время опускания шлагбаума действует звуковой сигнал. В то время, когда переезд открыт для автомобилей, мигает лунно-белый фонарь светофора. Если того требуют особенности конкретного переезда, на нём могут быть установлены дополнительные короткие шлагбаумы для велосипедных дорожек и тротуаров. Переезды этой категории — самые распространённые в Бельгии. В 2005 году в стране было 1308 таких переездов.
- Третья категория. Переезды не имеют шлагбаумов. Светофор имеет только два запрещающих красных фонаря. Переезд является открытым для уличного движения, если светофор и звуковой сигнал не действуют. В 2005 году в Бельгии было 305 переездов третьей категории.
- Четвёртая категория. Переезды не имеют шлагбаумов и светофоров. Устанавливается только знак в виде красно-белого креста.
- Пятая категория. Непосредственно около пересечения с железной дорогой нет никакого оборудования, даже красно-белого креста.

В 2005 году в Бельгии было 169 переездов четвёртой и пятой категорий.
На расстоянии 150 метров от переездов всех категорий в Бельгии устанавливаются предупреждающие дорожные знаки: «Железнодорожный переезд со шлагбаумом» — перед переездами первой и второй категорий, и «Железнодорожный переезд без шлагбаума» — на переездах третьей, четвёртой и пятой категории.
Знак, устанавливаемый непосредственно перед переездами всех категорий, кроме пятой, имеет форму равноконечного креста с перекладинами, расположенными под углом 90° друг к другу. На переездах с двух- и многопутными железными дорогами над крестом устанавливается V-образный знак.
На светофорах переездов первой и второй категорий разрешающий белый фонарь расположен под воображаемой линией, соединяющей два запрещающих красных фонаря.
Посередине шлагбаума укрепляется знак «Движение запрещено» (белый круг с красной окантовкой).
Все переезды Бельгии действуют автоматически (за исключением немногочисленных ручных переездов, сохранившихся на исторических железных дорогах). В случае нештатных ситуаций подаётся аварийный сигнал (так называемая «большая тревога», нидерл. groot alarm) на диспетчерский пункт, заведующий соответствующим переездом. К нештатным ситуациям относятся следующие: шлагбаум не опускается в течение 32 секунд после того, как была подана команда на закрытие, переезд остаётся закрыт дольше десяти минут. В случае «большой тревоги» к переезду незамедлительно отправляется служащий, и всё движение на данном участке железной дороги останавливается (на всех железнодорожных светофорах загорается красный сигнал). Машинист поезда, который уже находится на данном участке, может продолжать движение со скоростью не более 5 км/ч и постоянно подавая звуковой сигнал.
В 1999 году Бельгийские железные дороги приняли принципиальное решение о сокращении числа железнодорожных переездов с целью уменьшения числа несчастных случаев. В соответствии с этим планом, переезды четвёртой категории должны быть ликвидированы на всех железных дорогах с регулярным движением. Количество переездов третьей категории должно уменьшиться. Сохраняющиеся переезды должны быть оборудованы новыми системами безопасности.

### Источники к разделу

Железнодорожный переезд во Франции близ Тура, 2017 год